# ماكس فريمري
ماكس فريمري (5 مايو 1889   - 20 سبتمبر 1968) كان جنرالًا ألمانيًا في الفيرماخت خلال الحرب العالمية الثانية قاد عدة فرق. وقد حصل على وسام الفارس الصليبي الحديدي.

## الجوائز والأوسمة
- وسام الفارس الصليبي الحديدي في 28 يوليو 1942 كقائد عام وقائد فرقة المشاة 2. [1]

### اقتباسات
1. ↑  Fellgiebel 2000, p. 156.

### قائمة المراجع
- Fellgiebel, Walther-Peer (2000) [1986]. Die Träger des Ritterkreuzes des Eisernen Kreuzes 1939–1945 — Die Inhaber der höchsten Auszeichnung des Zweiten Weltkrieges aller Wehrmachtteile [The Bearers of the Knight's Cross of the Iron Cross 1939–1945 — The Owners of the Highest Award of the Second World War of all Wehrmacht Branches] (بالألمانية). Friedberg, Germany: Podzun-Pallas. ISBN:978-3-7909-0284-6.

| مناصب عسكرية    | مناصب عسكرية                                         | مناصب عسكرية    |
| --------------- | ---------------------------------------------------- | --------------- |
| سبقه {{{سبقه}}} | Commander of فرقة المشاة 29 {{{الأعوام}}}            | تبعه {{{تبعه}}} |
| سبقه {{{سبقه}}} | Commander of فرقة بانزر الإحتياطية 155 {{{الأعوام}}} | تبعه {{{تبعه}}} |